# Garessio
Garessio (Garess en piamontés, Garesce en ligur) es un municipio italiano de 3.505 habitantes de la provincia de Cuneo. Formó parte de la Comunità Montana Alta Val Tanaro. Se encuentra a unos 100 kilómetros al sur de Turín y alrededor de 40 km al sureste de la capital provincial. Su territorio municipal abarca 131 km².
Garessio limita con los siguientes municipios: Bardineto, Calizzano, Castelvecchio di Rocca Barbena, Erli, Nasino, Ormea, Pamparato, Priola, Roburent, y Viola.

## Garesinos destacados
- Giuseppe Penone (n. 1947), artista.
- Giorgetto Giugiaro (n. 1938), diseñador de automóviles.

## Evolución demográfica
| Gráfica de evolución demográfica de Garessio entre 1861 y 2001 |
|                                                                |
| Fuente ISTAT - elaboración gráfica de Wikipedia                |